# Traian Băsescu

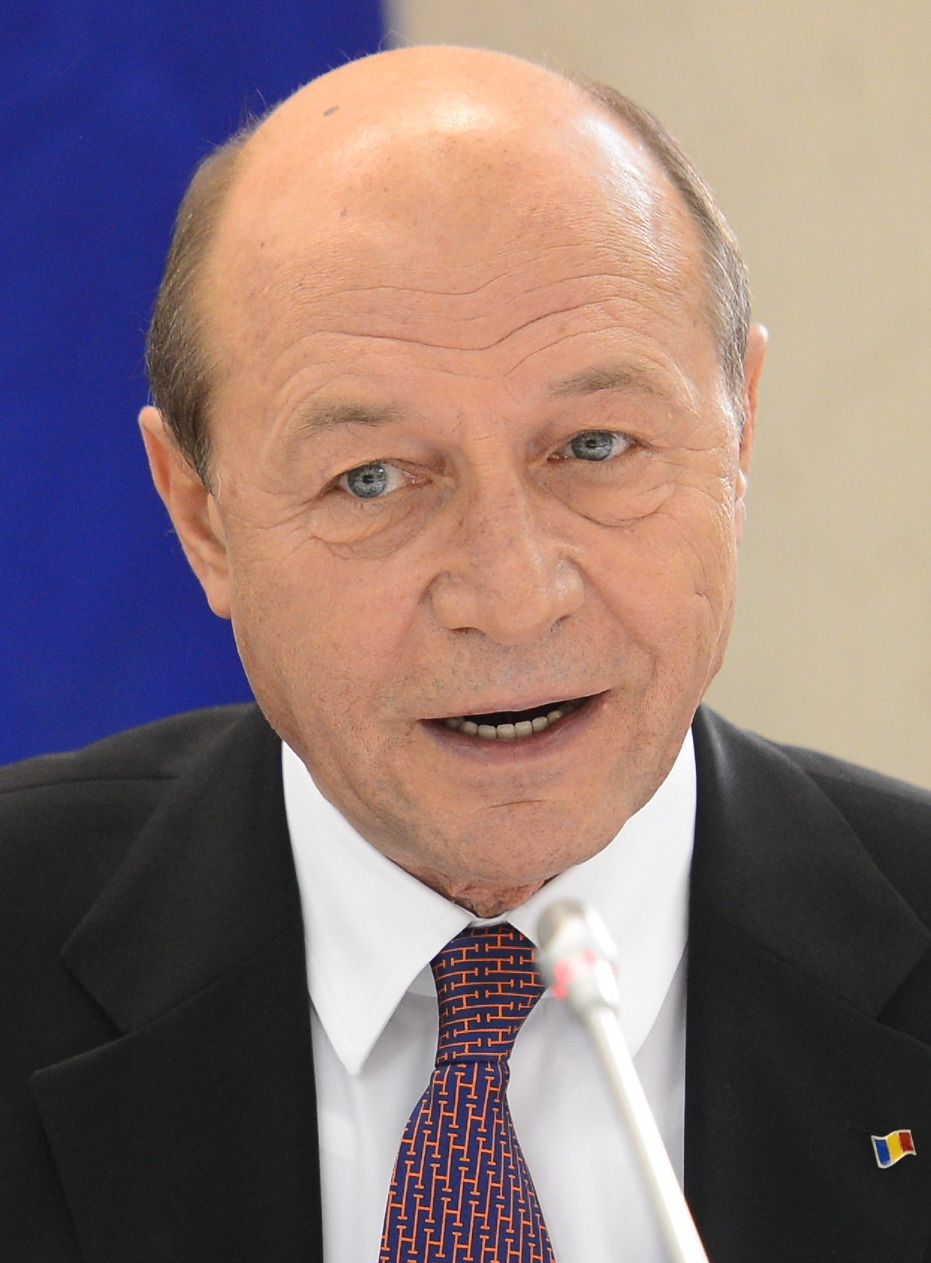
Traian Băsescu (2013)

Traian Băsescu [traˈjan bəˈsesku] (* 4. November 1951 in Murfatlar, Kreis Constanța, RPR) ist ein rumänischer Politiker (PCR, FSN, PD, PD-L, PMP). Er war von 1996 bis 2000 Verkehrsminister und von 2000 bis 2004 Bürgermeister von Bukarest. Vom 20. Dezember 2004 bis zum 21. Dezember 2014 war er Präsident Rumäniens. Während seiner Amtszeit als Präsident wurde Băsescu zweimal vorübergehend suspendiert. Er wurde aber beide Male wieder eingesetzt und konnte das Amt bis zum regulären Ende seiner zweiten Amtszeit ausüben.

## Beruflicher Werdegang
1976 absolvierte Băsescu das Marine-Institut in Constanța am Schwarzen Meer und war von 1981 bis 1987 Schiffskommandant in der rumänischen Handelsflotte. Anschließend gehörte er von 1987 bis 1989 der Seehandelsgesellschaft Navrom in Antwerpen an. Er war Kapitän des Tankers Argeș, der 1981 beim Entladen von Naphtha im Hafen von Rouen einen Großbrand auf der Seine auslöste. 1984 übernahm er das Kommando des Supertankers Biruința, des größten Schiffes der rumänischen Handelsflotte. 1989 wechselte er für ein Jahr als Generaldirektor im Inspektorat für zivile Schifffahrt in das Verkehrsministerium.

## Politische Karriere
Bis zur Revolution im Dezember 1989 war er Mitglied der Rumänischen Kommunistischen Partei, anschließend gehörte er der Frontul Salvării Naționale (FSN; „Front zur Nationalen Rettung“) an. Er wurde 1990 Unterstaatssekretär im Verkehrsministerium, von 1991 bis 1992 war Băsescu Verkehrsminister in den Regierungen von Petre Roman und Theodor Stolojan. Ab 1992 war er vier Jahre lang Abgeordneter der FSN bzw. ab 1993 der Demokratischen Partei (Partidul Democrat, PD), bevor er von 1996 bis 2000 als Verkehrsminister in den Regierungen von Victor Ciorbea, Radu Vasile und Mugur Isărescu fungierte.
Bei der Kommunalwahl im Juni 2000 wurde Băsescu zum Oberbürgermeister der Hauptstadt Bukarest gewählt. Im ersten Wahlgang kam er mit 17,2 Prozent der Stimmen nur auf den zweiten Platz, in der Stichwahl setzte er sich aber mit 50,7 Prozent gegen Sorin Oprescu von der PDSR durch. Nach einer Kampfkandidatur löste er im Mai 2001 zudem Petre Roman als Parteivorsitzenden der PD ab. Unter seiner Führung wandte sich die Demokratische Partei von einer sozialliberalen zu einer liberal-konservativen Ausrichtung und ging 2003 ein Bündnis mit der nationalliberalen PNL ein, das sich Alianța Dreptate și Adevăr (D.A.; „Allianz für Gerechtigkeit und Wahrheit“) nannte.
Im Juni 2004 wurde er als Oberbürgermeister von Bukarest wiedergewählt, obwohl er zu dieser Zeit bereits Kandidat der Allianz D.A. für die Präsidentschaftswahl im Dezember desselben Jahres war. Nach seiner Wahl zum Präsidenten übergab er das Bürgermeisteramt an seinen Parteikollegen Adriean Videanu und den Parteivorsitz an Emil Boc. Infolge ihres Schwenks von der linken in die rechte Mitte und dem Bündnis mit der PNL schied die PD 2005 aus der sozialdemokratischen Parteienfamilie aus und trat der christdemokratischen Europäischen Volkspartei (EVP) bei.

## Präsidentschaft
Am 12. Dezember 2004 gewann Băsescu als Kandidat des Oppositionsbündnisses „Allianz für Gerechtigkeit und Wahrheit“ (D.A.), einem Zusammenschluss der Nationalliberalen Partei (, PNL) und der Demokratischen Partei (Partidul Democrat, PD), die Stichwahl zum Staatspräsidenten von Rumänien. Er wurde im zweiten Wahlgang mit 51,2 % der Stimmen gewählt. Sein Gegenkandidat von der sozialdemokratischen Partidul Social Democrat (PSD), Adrian Năstase, erreichte 48,8 %. Den ersten Durchgang am 28. November hatte noch Năstase gewonnen. Die Prioritäten im Programm der Allianz D.A. waren nach deren Aussagen die Entkoppelung von Macht und Institutionen, die Abschaffung der Korruption und die wirtschaftliche Erholung des gesamten Landes.
Seit 2005 geriet Băsescu zunehmend in Gegensatz zum Ministerpräsidenten Călin Popescu-Tăriceanu von der PNL. Grund waren gegenseitige Korruptionsvorwürfe und verschiedene Ansichten zum Abzug der rumänischen Truppen aus dem Irak, den Tăriceanu befürwortete, Băsescu aber ablehnte. Infolge des Konflikts zwischen der PD des Staatspräsidenten und der PNL des Ministerpräsidenten zerfiel die Allianz D.A. im April 2007, als Popescu-Tăriceanu die Koalition mit der PD aufkündigte. Ein Flügel der PNL unter Theodor Stolojan, der die Zusammenarbeit mit Băsescus PD fortsetzen wollte, bildete die Partidul Liberal Democrat (PLD). Diese fusionierte im Dezember 2007 mit der PD, die sich fortan Partidul Democrat Liberal (PD-L) nannte.
Am 19. April 2007 wurde Präsident Băsescu vom Parlament suspendiert. Unter anderem wurden ihm „Verfassungsverletzungen“ und „willkürliche Anwendung der Gesetze“ vorgeworfen. Zwischenzeitlich übernahm Nicolae Văcăroiu (PSD), der bisherige Vorsitzende des Senats, die Funktionen des Staatspräsidenten. Über eine endgültige Absetzung hatte ein Referendum zu entscheiden. Dieses fand am 19. Mai 2007 statt. Nach einem ursprünglichen Gesetz mussten mindestens 50 % der Wahlberechtigten gegen den Präsidenten stimmen, damit dieser definitiv abgesetzt wird. Băsescus Gegner setzten im Parlament jedoch eine Gesetzesänderung durch, nach der beim Referendum eine relative Mehrheit genügt hätte, um Băsescu abzusetzen. Der in der Bevölkerung sehr populäre Băsescu wurde mit 74,5 % der Stimmen im Amt bestätigt. Gegen ihn stimmten 24,8 % der Wähler. Die Wahlbeteiligung lag bei 44,5 %. Ausgerechnet am Wahltag beschädigte er selbst sein positives Image, als er eine aufdringliche Journalistin in deren Abwesenheit als „stinkende Zigeunerin“ und als „Nutte“ beschimpfte. Im September 2007 erregte Băsescu durch diskriminierende Äußerungen über die armenische Minderheit in Rumänien Aufmerksamkeit.
Traian Băsescu wird im Bericht des Ermittlers des Europarats zu illegalen Aktivitäten des US-Geheimdienstes CIA in Europa, Dick Marty, namentlich genannt als eine der Personen, die geheime Foltergefängnisse auf dem Militärstützpunkt Mihail Kogălniceanu autorisierten oder zumindest davon wussten und zu verantworten haben.
Im Herbst 2009 kam es zu einer Verfassungskrise, als die PD-L-geführte Regierung in einem Misstrauensvotum abgewählt wurde, Băsescu sich aber weigerte, einen Ministerpräsidenten zu nominieren, der von der oppositionellen Parlamentsmehrheit unterstützt wird. Nach längerem Zögern entschied er sich, bei der Präsidentschaftswahl am 22. November 2009 erneut anzutreten. Im ersten Wahlgang kam er mit 32,4 Prozent auf den ersten Platz, musste sich aber in einer Stichwahl seinem sozialdemokratischen Herausforderer Mircea Geoană stellen. Dort gelang ihm ein knapper Sieg mit 50,3 Prozent der Stimmen. Băsescu war damit der erste Präsident Rumäniens seit Ion Iliescu 1992, dem eine direkte Wiederwahl gelang.
Am 6. Juli 2012 wurde Băsescu mit 256 zu 114 Stimmen ein zweites Mal vom Parlament suspendiert. Für den 29. Juli 2012 wurde daraufhin ein Referendum über seinen Verbleib im Amt angesetzt, das durch die sozialliberale Koalition (PSD, PNL und PC) unter Führung von Ministerpräsident Victor Ponta eingebracht worden war. Băsescu wurde unter anderem vorgeworfen, sich widerrechtlich Regierungsbefugnisse angeeignet zu haben, politische Verbündete vor Strafverfolgung geschützt sowie die Antikorruptionsbehörde überwiegend mit seinen Anhängern besetzt zu haben. In der Zwischenzeit führte Senatspräsident Crin Antonescu (PNL) die Amtsgeschäfte des Staatsoberhaupts. Băsescu selbst sprach von einer „starke(n) Erschütterung des demokratischen Systems“. Das rumänische Verfassungsgericht erklärte das Vorgehen für rechtens, während die deutsche Bundeskanzlerin Angela Merkel verkünden ließ, es für „inakzeptabel“ zu halten, „wenn in einem Land der Europäischen Union Grundprinzipien der Rechtsstaatlichkeit verletzt werden“. Das Referendum zu Băsescus Absetzung scheiterte jedoch aufgrund einer zu geringen Wahlbeteiligung von unter 50 Prozent. Zwar votierten laut Angaben der rumänischen Zentralen Wahlkommission fast 90 Prozent der Abstimmenden für die Absetzung des Staatsoberhauptes aus dem Amt, die Stimmbeteiligung lag aber nur bei circa 46 Prozent.
Die sozialliberale Regierungskoalition Uniunea Social Liberală (USL) äußerte Zweifel an der Korrektheit der dem Referendum zugrunde liegenden Wählerlisten und verlangte eine Neuberechnung der Zahl der Wahlberechtigten. USL-Vertreter hatten angebliche 1,7 Millionen Falscheintragungen geortet, vor allem durch Tote und Ausgewanderte. Die Koalition legte gegen das Ergebnis des Referendums bei Verfassungsgericht von Rumänien Beschwerde ein. Das Gericht kündigte an, nach Vorlage der zum Zeitpunkt des Referendums gültigen Wählerlisten über die Gültigkeit der Volksabstimmung zu entscheiden. Băsescu blieb damit vorerst suspendiert. Das Gericht bestätigte am 21. August, dass das Referendum vom Juli das nötige Quorum verfehlt hätte und damit ungültig sei. Traian Băsescu könne in sein Amt als Staatspräsident zurückkehren.
Siehe auch: Staatskrise in Rumänien 2012
Die Leistung Băsescus wird in Rumänien sehr kontrovers beurteilt. Für seine Anhänger war er der Garant der demokratischen und wirtschaftlichen Entwicklung. Seine Gegner warfen ihm dagegen zunehmend autoritäre Tendenzen vor. Er sprach sich dafür aus, die Rolle des Präsidenten zu Lasten des Parlaments zu stärken.
Im Frühjahr 2013 überwarf sich Băsescu mit der Parteiführung der PD-L um Vasile Blaga. Die Anhänger des Staatspräsidenten (z. B. Elena Udrea, Cristian Preda) verließen daraufhin die PD-L und gründeten die Partidul Mișcarea Populară (PMP; „Partei der Volksbewegung“).

## Nach der Präsidentschaft
Nach dem Ende seiner zweiten Amtszeit übergab Băsescu das Präsidentenamt am 21. Dezember 2014 an Klaus Johannis von der PNL. Im März 2016 wurde Băsescu zum Parteivorsitzenden der PMP gewählt. Bei der Parlamentswahl 2016 erhielt die Partei 5,4 Prozent der Stimmen. Băsescu trat 2018 vom Parteivorsitz zurück. Anschließend fungierte er bis Juni 2021 als Ehrenvorsitzender der PMP, die seit 2020 nicht mehr im Parlament vertreten ist.

## Familie
Băsescu ist verheiratet. Seine Tochter Elena Băsescu war von 2009 bis 2014 Abgeordnete im Europaparlament.

## Auszeichnungen
- 2006: Konrad-Adenauer-Preis der Stadt Köln
- 2007: Collane des Ordens de Isabel la Católica[17]
- 2008: Königlicher Seraphinenorden
- 2008: Collane des Verdienstordens Pro Merito Melitensi des Souv. Malteserordens[18]
- 2009: Orden des Weißen Adlers
- 2009: Großkreuz des Ordens des heiligen Karl[19]
- 2010: National Order of Merit[20]
- 2011: Collane des Drei-Sterne-Ordens[21]
- 2011: Collane des Ordens des Marienland-Kreuzes[22]
- 2011: Collane des Verdienstordens der Italienischen Republik[23]
- 2011: Heydər-Əliyev-Orden[24]

## Umstrittene Äußerungen
Im Juni 2011 sorgte Băsescu für Irritationen, als er anlässlich des 70. Jahrestags des Beginns des Unternehmens Barbarossa sagte, dass er sich unter ähnlichen Umständen wohl wie seinerzeit der rumänische Diktator Ion Antonescu für eine Teilnahme Rumäniens am Unternehmen entschieden hätte. Die Sowjetunion hatte 1940 in Absprache mit Deutschland Teile Rumäniens besetzt, die vor dem Ersten Weltkrieg zu Russland (Bessarabien) bzw. zu Österreich (Bukowina) gehört hatten. Zugleich beschuldigte er den König Michael I. haltlos der Beteiligung am Holocaust, die nach verbürgten historischen Tatsachen in Wahrheit Antonescu zuzuordnen ist.
Nach den Sexuellen Übergriffen in der Silvesternacht 2015/16 in Köln stellte sich Băsescu gegen eine Quotenregelung für Flüchtlinge und beklagte, dass muslimische Flüchtlinge im Geist des Koran erzogen seien und Frauen in der Öffentlichkeit die Kehle durchschneiden oder sie mit Steinen bewerfen würden.